# Salama III.

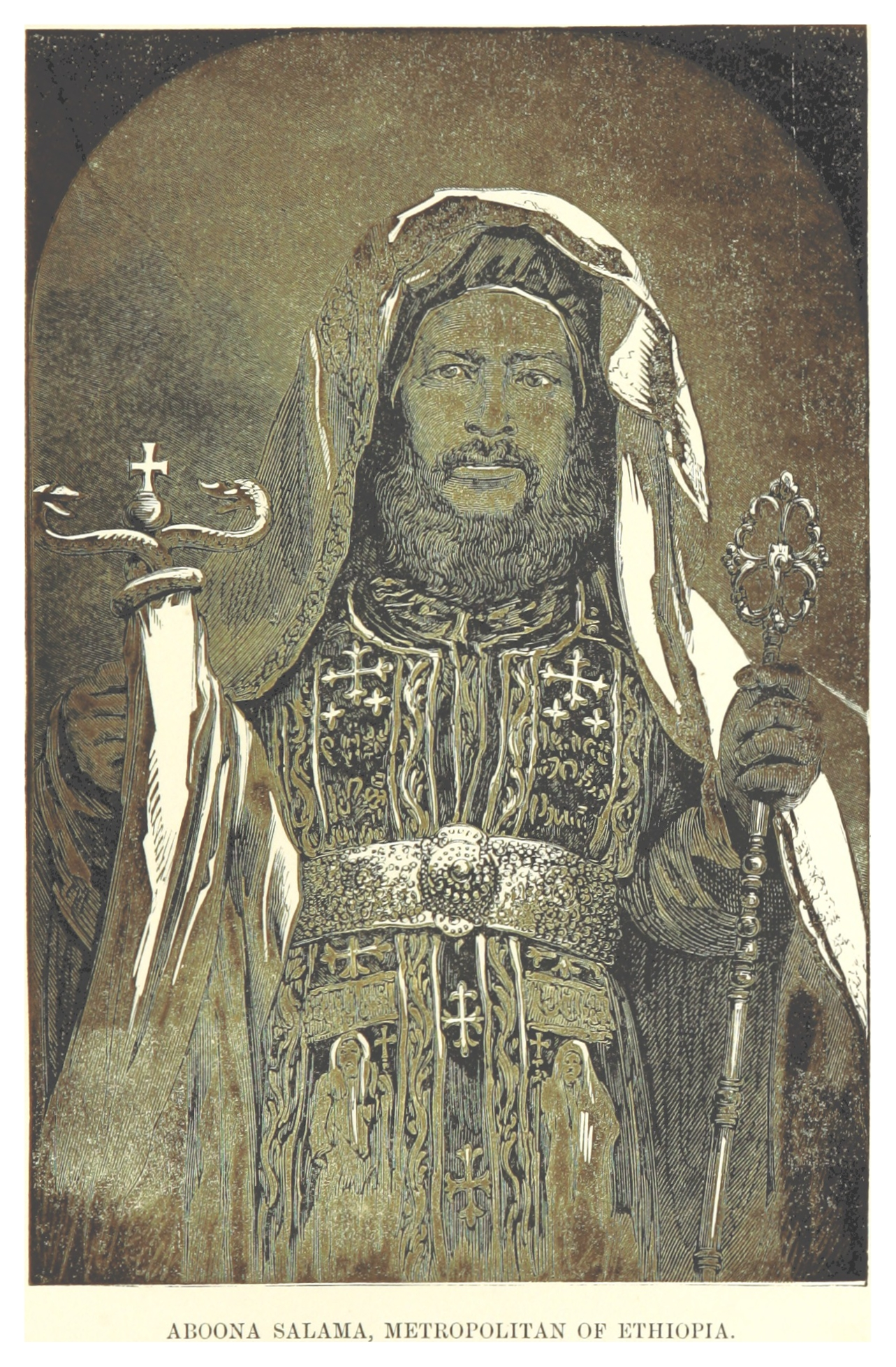
Salama III. – porträtiert von Rev. Henry Aaron Stern (1859)

Salama III. († 25. Oktober 1867) war ein Metropolit der Äthiopisch-Orthodoxen Kirche.
Der in Kairo erzogene Kopte wurde 1841, noch in seinen Zwanzigern, durch den Koptenpatriarchen Petrus VII. von Alexandrien zum Bischof für Äthiopien geweiht und erreichte Gondar am 25. Februar 1842. Dort geriet er bald in Konflikt mit dem König Śahla Śellase († 1847), exkommunizierte ihn und wurde daraufhin nach Tigre verbannt. 1854 führte ihn der spätere Kaiser Tewodros II. nach Gondar zurück, den er am 11. Februar 1855 zum „König der Könige“ krönte. Über staatskirchenrechtliche Fragen kam es zwischen beiden bald zum Konflikt. 1864 verbannte Tewodros († 12. April 1868) Salama III. auf die Festung Magdala, wo er am 25. Oktober 1867 in Gefangenschaft starb. 